# Sins
Sins é uma comuna da Suíça, no Cantão Argóvia, com cerca de 3.471 habitantes. Estende-se por uma área de 20,28 km², de densidade populacional de 171 hab/km². Confina com as seguintes comunas: Abtwil, Auw, Ballwil (LU), Dietwil, Hohenrain (LU), Hünenberg (ZG), Inwil (LU), Mühlau, Oberrüti.
A língua oficial nesta comuna é o Alemão.